# Eunosta
Eunosta (altgriechisch Εὐνόστα Eunósta) oder Eunoste (Εὐνόστη Eunóstē) ist eine Nymphe der griechischen Mythologie.
Sie ist die Ziehmutter des Heros Eunostos aus Tanagra, der nach ihr benannt wurde. Außer bei Plutarch, der die Lyrikerin Myrtis wiedergibt, ist sie literarisch nicht bezeugt.